# Guennadi Láliyev
Guennadi Kazbékovich Láliyev (en kazajo: Геннадий Казбекович Лалиев; Tsjinvali, 30 de marzo de 1979) es un deportista kazajo de origen osetio que compitió en lucha libre.
Participó en tres Juegos Olímpicos de Verano, entre los años 2000 y 2008, obteniendo la medalla de plata en Atenas 2004, en la categoría de 76 kg, y el cuarto lugar en Sídney 2000.
Ganó una medalla de bronce en el Campeonato Mundial de Lucha de 2003 y dos medallas de bronce en el Campeonato Asiático de Lucha, en los años 1999 y 2006.

## Palmarés internacional
| Juegos Olímpicos    | Juegos Olímpicos            | Juegos Olímpicos  | Juegos Olímpicos |
| Año                 | Lugar                       | Medalla           | Categoría        |
| ------------------- | --------------------------- | ----------------- | ---------------- |
| 2004                | Atenas (Grecia)             | Medalla de plata  | 76 kg            |
| Campeonato Mundial  |                             |                   |                  |
| Año                 | Lugar                       | Medalla           | Categoría        |
| 2003                | Nueva York (Estados Unidos) | Medalla de bronce | 74 kg            |
| Campeonato Asiático |                             |                   |                  |
| Año                 | Lugar                       | Medalla           | Categoría        |
| 1999                | Taskent (Uzbekistán)        | Medalla de bronce | 76 kg            |
| 2006                | Almaty (Kazajistán)         | Medalla de bronce | 84 kg            |